# Antonio Diego López
Antonio Diego López (fl. 1982-1983), militar argentino, miembro de la Fuerza Aérea.
El 29 de marzo de 1981, siendo brigadier mayor (retirado), fue nombrado en el cargo de gobernador de la Provincia de Santa Cruz por el presidente (de facto) Roberto Eduardo Viola —con el acuerdo de la Junta Militar.
El 10 de diciembre de 1983, concluyó el Proceso de Reorganización Nacional y López dejó de ser gobernador, dando paso al gobernador elegido en elecciones (Arturo Puricelli).